# Cranaus spinipalpus
Cranaus spinipalpus is een hooiwagen uit de familie Cranaidae.